# 제40회 아카데미상
제40회 아카데미상은 1968년 4월 10일에 열린 시상식이다. 산타 모니카 시빌 오디토리움에서 개최되었으며 사회자는 밥 호프이다.

## 후보 및 수상

### 작품상
- 밤의 열기 속으로 - 월터 미리쉬 수상
- 우리에게 내일은 없다 - 워런 비티
- 닥터 두리틀 - 아서 P. 제이콥스
- 졸업 - 로렌스 터먼
- 초대받지 않은 손님 - 스텐리 크레이머

### 남우주연상
- 밤의 열기 속으로 - 로드 스테이거 수상
- 우리에게 내일은 없다 - 워런 비티
- 폭력 탈옥 - 폴 뉴먼
- 졸업 - 더스틴 호프만
- 초대받지 않은 손님 - 스펜서 트레이시

### 여우주연상
- 초대받지 않은 손님 - 캐서린 헵번 수상
- 우리에게 내일은 없다 - 페이 더너웨이
- 졸업 - 앤 밴크로프트
- 어두워질 때까지 - 오드리 헵번
- The Whisperers - 에디스 에반스

### 남우조연상
- 폭력 탈옥 - 죠지 케네디 수상
- 우리에게 내일은 없다 - 진 핵크만
- 우리에게 내일은 없다 - 마이클 J. 폴라드
- 특공대작전 - 존 카사베츠
- 초대받지 않은 손님 - 세실 켈러웨이

### 여우조연상
- 우리에게 내일은 없다 - 에스텔 파르손즈 수상
- 맨발 공원 - 밀드레드 너튁
- 졸업 - 캐서린 로스
- 초대받지 않은 손님 - 베어 리차드
- 모던 밀리 - 캐롤 채닝

### 감독상
- 졸업 - 마이크 니콜스 수상
- 우리에게 내일은 없다 - 아서 펜
- 초대받지 않은 손님 - 스탠리 크레이머
- 인 콜드 블러드 - 리처드 브룩스
- 밤의 열기 속으로 - 노만 주이슨

### 각본상
- 초대받지 않은 손님 - 윌리엄 로즈 수상

### 각색상
- 밤의 열기 속으로 - 스터링 실리펀트 수상

### 촬영상
- 우리에게 내일은 없다 - 버네트 구피 수상

### 편집상
- 밤의 열기 속으로 - 할 애쉬비 수상

### 미술상
- 카멜롯 - John Truscott 수상

### 의상상
- 카멜롯 - John Truscott 수상

### 음악상
- 모던 밀리 - 엘머 번스타인 수상

### 주제가상
- 닥터 두리틀 - 레슬리 브리커스 수상

### 음향편집상
- 특공대작전 - John Poyner 수상

### 음향믹싱상
- 밤의 열기 속으로 - Samuel Goldwyn SSD 수상

### 시각효과상
- 닥터 두리틀 - L.B. Abbott 수상

### 외국어영화상
- 가장 가까이 다가서서 본 열차 - 지리 멘젤 수상

### 단편애니메이션상
- 더 박스 - 프레드 울프 수상

### 단편영화상
- A Place to Stand - Christopher Chapman 수상

### 장편다큐멘터리상
- La Section Anderson - Pierre Schoendoerffer 수상
- 앤더슨 분대 - 삐에르 쇤도르페르 수상

### 단편다큐멘터리상
- The Redwoods - Mark Harris 수상

### 공로상
- Arthur Freed 수상

### 진 허숄트 박애상
- 그레고리 펙 수상

### 어빙 탤버그 상
- 알프레드 히치콕 수상

### 음악스코어링상
- 카멜롯 - 알프레드 뉴먼 수상

## 같이 보기
- 제21회 영국 아카데미 영화상
- 제25회 골든 글로브상